# Yerres
Yerres és un municipi francès, situat al departament de l'Essonne i a la regió de Illa de França. L'any 2007 tenia 28.789 habitants.
Forma part del cantó d'Yerres i del districte d'Évry. I des del 2016 de la Comunitat d'aglomeració Val d'Yerres Val de Seine.

## Demografia

### Població
El 2007 la població de fet de Yerres era de 28.789 persones. Hi havia 11.424 famílies, de les quals 3.143 eren unipersonals (1.198 homes vivint sols i 1.945 dones vivint soles), 3.140 parelles sense fills, 4.025 parelles amb fills i 1.116 famílies monoparentals amb fills.
La població ha evolucionat segons el següent gràfic:
Habitants censats

### Habitatges
El 2007 hi havia 12.157 habitatges, 11.722 eren l'habitatge principal de la família, 101 eren segones residències i 334 estaven desocupats. 5.815 eren cases i 6.254 eren apartaments. Dels 11.722 habitatges principals, 8.457 estaven ocupats pels seus propietaris, 3.048 estaven llogats i ocupats pels llogaters i 217 estaven cedits a títol gratuït; 520 tenien una cambra, 1.026 en tenien dues, 3.413 en tenien tres, 3.066 en tenien quatre i 3.697 en tenien cinc o més. 9.089 habitatges disposaven pel capbaix d'una plaça de pàrquing. A 6.447 habitatges hi havia un automòbil i a 3.718 n'hi havia dos o més.

### Piràmide de població
La piràmide de població per edats i sexe el 2009 era:
| Homes | Edats   | Dones |
| ----- | ------- | ----- |
| 1     | 95 o +  | 26    |
| 26    | 90 a 94 | 130   |
| 76    | 85 a 89 | 198   |
| 102   | 80 a 84 | 180   |
| 308   | 75 a 79 | 359   |
| 383   | 70 a 74 | 512   |
| 516   | 65 a 69 | 572   |
| 704   | 60 a 64 | 766   |
| 821   | 55 a 59 | 791   |
| 1.044 | 50 a 54 | 1.109 |
| 952   | 45 a 49 | 1.144 |
| 989   | 40 a 44 | 1.075 |
| 1.096 | 35 a 39 | 1.027 |
| 1.088 | 30 a 34 | 1.052 |
| 1.002 | 25 a 29 | 895   |
| 825   | 20 a 24 | 796   |
| 884   | 15 a 19 | 949   |
| 938   | 10 a 14 | 834   |
| 842   | 5 a 9   | 945   |
| 734   | 0 a 4   | 703   |

## Economia
El 2007 la població en edat de treballar era de 19.408 persones, 14.805 eren actives i 4.603 eren inactives. De les 14.805 persones actives 13.794 estaven ocupades (6.777 homes i 7.017 dones) i 1.012 estaven aturades (509 homes i 503 dones). De les 4.603 persones inactives 1.567 estaven jubilades, 2.062 estaven estudiant i 974 estaven classificades com a «altres inactius».

### Ingressos
El 2009 a Yerres hi havia 11.622 unitats fiscals que integraven 28.994,5 persones, la mediana anual d'ingressos fiscals per persona era de 24.719 €.

### Activitats econòmiques
Dels 1.027 establiments que hi havia el 2007, 1 era d'una empresa extractiva, 17 d'empreses alimentàries, 3 d'empreses de fabricació de material elèctric, 33 d'empreses de fabricació d'altres productes industrials, 143 d'empreses de construcció, 185 d'empreses de comerç i reparació d'automòbils, 51 d'empreses de transport, 35 d'empreses d'hostatgeria i restauració, 44 d'empreses d'informació i comunicació, 36 d'empreses financeres, 65 d'empreses immobiliàries, 165 d'empreses de serveis, 179 d'entitats de l'administració pública i 70 d'empreses classificades com a «altres activitats de serveis».
Dels 252 establiments de servei als particulars que hi havia el 2009, 1 era una oficina del servei públic d'ocupació, 2 oficines de correu, 9 oficines bancàries, 4 funeràries, 10 tallers de reparació d'automòbils i de material agrícola, 1 taller d'inspecció tècnica de vehicles, 3 autoescoles, 20 paletes, 27 guixaires pintors, 10 fusteries, 32 lampisteries, 22 electricistes, 18 empreses de construcció, 17 perruqueries, 2 veterinaris, 29 restaurants, 32 agències immobiliàries, 4 tintoreries i 9 salons de bellesa.
Dels 63 establiments comercials que hi havia el 2009, 4 eren supermercats, 1 un supermercat, 2 botigues de més de 120 m², 5 botiges de menys de 120 m², 15 fleques, 4 carnisseries, 7 llibreries, 3 botigues de roba, 2 botigues d'equipament de la llar, 2 sabateries, 6 botigues de mobles, 1 una botiga de mobles, 2 drogueries, 1 un drogueria, 2 joieries i 6 floristeries.

## Equipaments sanitaris i escolars
El 2009 hi havia 1 hospital de tractaments de curta durada, 2 hospitals de tractaments de mitja durada (seguiment i rehabilitació), 2 psiquiàtrics, 1 centre d'urgències, 2 centres de salut, 11 farmàcies i 1 ambulància.
El 2009 hi havia 9 escoles maternals i 7 escoles elementals. A Yerres hi havia 2 col·legis d'educació secundària, 1 liceu d'ensenyament general i 1 liceu tecnològic. Als col·legis d'educació secundària hi havia 860 alumnes, als liceus d'ensenyament general n'hi havia 45 i als liceus tecnològics 540. Disposava d'un centre d'ensenyament general superior privat.

## Poblacions més properes
El següent diagrama mostra les poblacions més properes.